# Zanthoxylum hermaphroditum
Zanthoxylum hermaphroditum là một loài thực vật có hoa trong họ Cửu lý hương. Loài này được Willd. miêu tả khoa học đầu tiên năm 1798.